# 中克基拉和贾蓬蒂亚群岛
中克基拉和贾蓬蒂亚群岛（希臘語：Κεντρική Κέρκυρα και Διαπόντια Νησιά），是希腊伊奧尼亞群島大區克基拉专区的一个市镇，市镇面积为259.5平方公里，2011年人口数量为68,558人。该市镇包括克基拉島的中部和贾蓬蒂亚群岛。

## 行政
中克基拉和贾蓬蒂亚群岛市镇成立于2019年的地方政府改革中。当时原有的克基拉市镇分成三个新的市镇。中克基拉和贾蓬蒂亚群岛市镇的行政中心为克基拉市（科孚市）。该市镇再下分为8个市区。